# Héctor Cardozo
Héctor Emiliano Cardozo (Florencio Varela, Buenos Aires, Argentina, 5 de agosto de 1991) es un exfutbolista argentino que jugaba como volante.

## Trayectoria

### Estudiantes
Cardozo se inició futbolísticamente en Estudiantes.

### Atlético Tucumán
En el año 2011 viajó a San Miguel de Tucumán y se sumó a Atlético Tucumán. Estuvo en el decano durante una temporada.

### Independiente Rivadavia
En el 2013 pasó a Independiente Rivadavia. Jugó una temporada en la lepra mendocina.

### Defensores de Villa Ramallo
En 2014 se sumó a Defensores de Villa Ramallo. En el elefante tuvo un breve paso.

### Villa San Carlos
En el 2015 pasó a Villa San Carlos. En el villero jugó por un año.

### San Martín de Burzaco
En el 2016 se unió a San Martín de Burzaco. Su primera etapa en el azul, disputó una temporada. En la temporada 2019/20 volvió al club.

### Berazategui
En 2017 pasó a Berazategui, donde jugó una temporada.

### Jorge Newbery de Salliqueló
En la temporada 2023/24 jugó para Jorge Newbery de Salliqueló.

## Clubes
| Club                        | País      |
| --------------------------- | --------- |
| Estudiantes                 | Argentina |
| Atlético Tucumán            | Argentina |
| Independiente Rivadavia     | Argentina |
| Defensores de Villa Ramallo | Argentina |
| Villa San Carlos            | Argentina |
| San Martín de Burzaco       | Argentina |
| Berazategui                 | Argentina |
| Jorge Newbery de Salliqueló | Argentina |